# Villa del Río
Villa del Río er en by og kommune i det sydlige Spanien i provinsen Córdoba. Den har et indbyggertal på 6.863 (2024) indbyggere.